# غافين أوبراين
غافين أوبراين (بالإنجليزية: Gavin O'Brien)‏ هو لاعب قذف أيرلندي، ولد في 10 مارس 1993 في وترفورد في جمهورية أيرلندا.